# Elia Eskandr Abd Elmalak
Elia Eskandr Abd Elmalak OFM (* 10. Januar 1975 in Assiut, Ägypten) ist ein ägyptischer Geistlicher.
Abd Elmalak wuchs in Assiut auf. Am 4. September 2008 legte er seine Ordensgelübde im Franziskanerorden ab. Am 22. August 2009 wurde er zum Priester geweiht. 2016 wurde er Generalvikar des Kirchenbezirks Luxor-Theben Nach dem Tod von Adel Zaky, Apostolischer Vikar von Alexandria in Ägypten, am 21. Juli 2019 wurde er am 29. Juli 2019 zum Apostolischen Administrator des Apostolischen Vikariats ernannt. Ein Amt, das er bis zu Weihe des neuen Apostolischen Vikars Claudio Lurati am 30. Oktober 2020 innehatte.